# Ignacio García
Ignacio Awad García Justiniano (Santa Cruz de la Sierra, 20 agosto 1986) è un calciatore boliviano, di ruolo difensore del Real Potosí.

## Palmarès

### Club

#### Competizioni nazionali
- Campionato boliviano: 3

Bolívar: 2004, 2005, 2009